# DJ Mehdi
Mehdi Favéris-Essadi (Paris, 20 de janeiro de 1977 - 13 de setembro de 2011), mais conhecido como DJ Mehdi, foi um produtor e DJ francês.

## Discografia
Ideal J
- Original Mc's Sur Une MIssion (1996)
- Le Combat Continue (1998)

113
- Ni barreaux, ni barrières, ni frontières (1998)
- Les Princes De La Ville (1999)
- Fout La Merde (2002)

Karlito
- Contenu Sous Pression (2001)

Mapei
- Cocoa Butter Diaries (2009)

A solo
- The Story of Espion (2002)
- Des Friandises Pour Ta Bouche (2005)
- Lucky Boy (2006)
- Lucky Boy at Night (2007)
- Red, Black & Blue (2009)

## Falecimento
De acordo com a MTV, Medhi sofreu graves ferimentos de uma queda de parte do teto em sua casa em Paris.